# Sord M-100ACE
Il Sord M-100ACE è un computer giapponese prodotto dalla Sord Computer Corporation nel 1978, basato sul processore Zilog Z80 operante alla frequenza di 2 MHz. Era la versione professionale dell'home computer Sord M 170.
Il computer era dotato come standard di una scheda controller per floppy disk drive e di un floppy disk drive da 143 KB singolo o doppio. Era inoltre presente una scheda video per la grafica a colori.
Per l'M-100ACE uscirono alcune interfacce di I/O e tool di sviluppo, come un compilatore in linguaggio Fortran, un compilatore in BASIC e uno per il Cobol.
Furono in seguito prodotte e vendute 4 versioni denominate M100-I, M100-II, M100-III e M100-IV, le quali offrivano migliorie lato hardware.

## Specifiche tecniche
- Processore: Zilog Z80, 2 MHz
- Risoluzione: testo 80x25
- Risoluzione grafica: 256x64 pixels con 8 colori
- RAM: 32 KB
- VIDEO RAM: 16 KB
- ROM: 4 KB
- Porte di I/O: bus S-100, Porta parallela, Porta seriale (da 300 a 9600 baud)